# Série ME 21 da CP
A Série ME 21, popularmente conhecida como peixeira, corresponde a um tipo de automotora de mercadorias, que foi utilizada pela Companhia do Vouga e pela sua sucessora, a Companhia dos Caminhos de Ferro Portugueses, na Linha do Vouga, em Portugal.

## História
Este veículo foi construído em 1944 nas oficinas de Sernada do Vouga, pela empresa gestora da rede ferroviária do Vouga. Foi construído a partir do chassis de um camião, destinando-se ao transporte de géneros frescos, especialmente peixe, de Espinho ou Aveiro para a região de Oliveira de Frades e São Pedro do Sul, uma vez que os comboios convencionais não permitiam o transporte deste produtos a horas convenientes. Em Maio desse ano, já tinha sido autorizado a circular pela Direcção Geral de Caminhos de Ferro, estando ainda a funcionar de forma experimental.
Foi o primeira automotora de mercadorias produzida em Portugal, tendo-se previsto que, caso fossem autorizados a tal, a Companhia do Vouga iria produzir mais veículos semelhantes, mas com uma maior capacidade de carga.

## Descrição
Esta série era composta por uma só automotora, de bitola métrica, e que empregava gás pobre produzido em gasogénio como combustível, segundo um modelo do Instituto Português de Combustíveis que teve bom resultado após várias experiências. A sua carga útil era de 2 toneladas.

## Ficha técnica
- Características de exploração
  - Ano de entrada ao serviço: 1944[1]
  - Número de automotoras: 1[1]
- Dados gerais
  - Bitola de Via: 1000 mm[1]
  - Tipo de tracção: Gasogénio[1]
  - Carga útil: 2 T[1]